# Eva Dawes
Eva Dawes (Toronto, 17 settembre 1912 – Thames Ditton, 30 maggio 2009) è stata un'altista canadese, vincitrice della medaglia di bronzo ai Giochi olimpici di Los Angeles nel 1932.

## Biografia
Aveva quindici anni alle precedenti olimpiadi per questo non poté parteciparvi. Specialista nel salto in alto nelle olimpiadi del 1932 si qualificò al terzo posto dietro le statunitensi Jean Shiley (medaglia d'oro) e Babe Didrikson-Zaharias.
Nel 1934 partecipò alla seconda edizione dei Giochi dell'Impero britannico, vincendo la medaglia d'argento.
Si trasferì in Inghilterra nel 1937 per raggiungere Arthur Spinks il suo futuro marito che incontrò a Londra.

## Palmarès
| Anno | Manifestazione           | Sede        | Evento        | Risultato | Prestazione | Note |
| ---- | ------------------------ | ----------- | ------------- | --------- | ----------- | ---- |
| 1932 | Giochi della X Olimpiade | Los Angeles | Salto in alto | Bronzo    | 1,60        |      |